# Čečehov
Čečehov – wieś (obec) na Słowacji położona w kraju koszyckim, w powiecie Michalovce. Pierwsze wzmianki o miejscowości pochodzą z roku 1410. 
Według danych z dnia 31 grudnia 2012, wieś zamieszkiwało 369 osób, w tym 186 kobiet i 183 mężczyzn.
W 2001 roku rozkład populacji względem narodowości i przynależności etnicznej wyglądał następująco:
- Słowacy – 98,82%
- Czesi – 0,3%
- Ukraińcy – 0,3%

Ze względu na wyznawaną religię struktura mieszkańców kształtowała się w 2001 roku następująco:
- Katolicy rzymscy – 71,3%
- Grekokatolicy – 15,98%
- Ewangelicy – 2,07%
- Prawosławni – 2,07%
- Ateiści – 4,73%
- Nie podano – 2,37%